# 博梅斯莱艾尔
博梅斯莱艾尔（法語：Beaumetz-lès-Aire）是法国北部-加来海峡大区加来海峡省的一个市镇，属于圣奥梅尔区福康贝格县。该市镇2009年时的人口为239人。

## 人口
博梅斯莱艾尔人口变化图示
| 数据来源：INSEE |